# Kumbumklostret
Kumbumklostret (Wylie: sKu-'bum Byams-pa gling), även känt som Ta'ersi (kinesiska: 塔尔寺), är ett tibetanskt buddhistiskt kloster som är beläget sydväst om Xining i Qinghai-provinsen eller Amdo-regionen i Kina.
Klostret är beläget på den plats där gelug-skolans grundade Tsongkhapa föddes år 1357. Till en början stod en chörten (stupa) på platsen, men 1560 byggde  meditationsmästaren Rinchen-tsondru-gyeltsen ett litet kloster på platsen. 1576 bjöd den mongoliske fursten Altan Khan in Sonam Gyatso till Mongoliet för att införa gelug-skolan i landet. På väg till mötet bad Sonam Gyatso att Rinchen-tsondru-gyeltsen skulle bygga ett större kloster och utsåg honom till högste lama vid klostret, som stod färdigt år 1583. Det nya klostret fick namnet Kumbum Jampa-ling.
Vid mitten på 1900-talet hade Kumbumklostret trettio tempel och cirka tusen byggnader. Klostret består av fyra kollegier (dratsang) och det största av dem är "kollegiet för logik och debatt". Före 1959 hade klostret cirka 3.600 munkar, medan denna siffra minskat till 400 idag, på grund av den restriktiva politiken gentemot religion i Folkrepubliken Kina.